# Šití

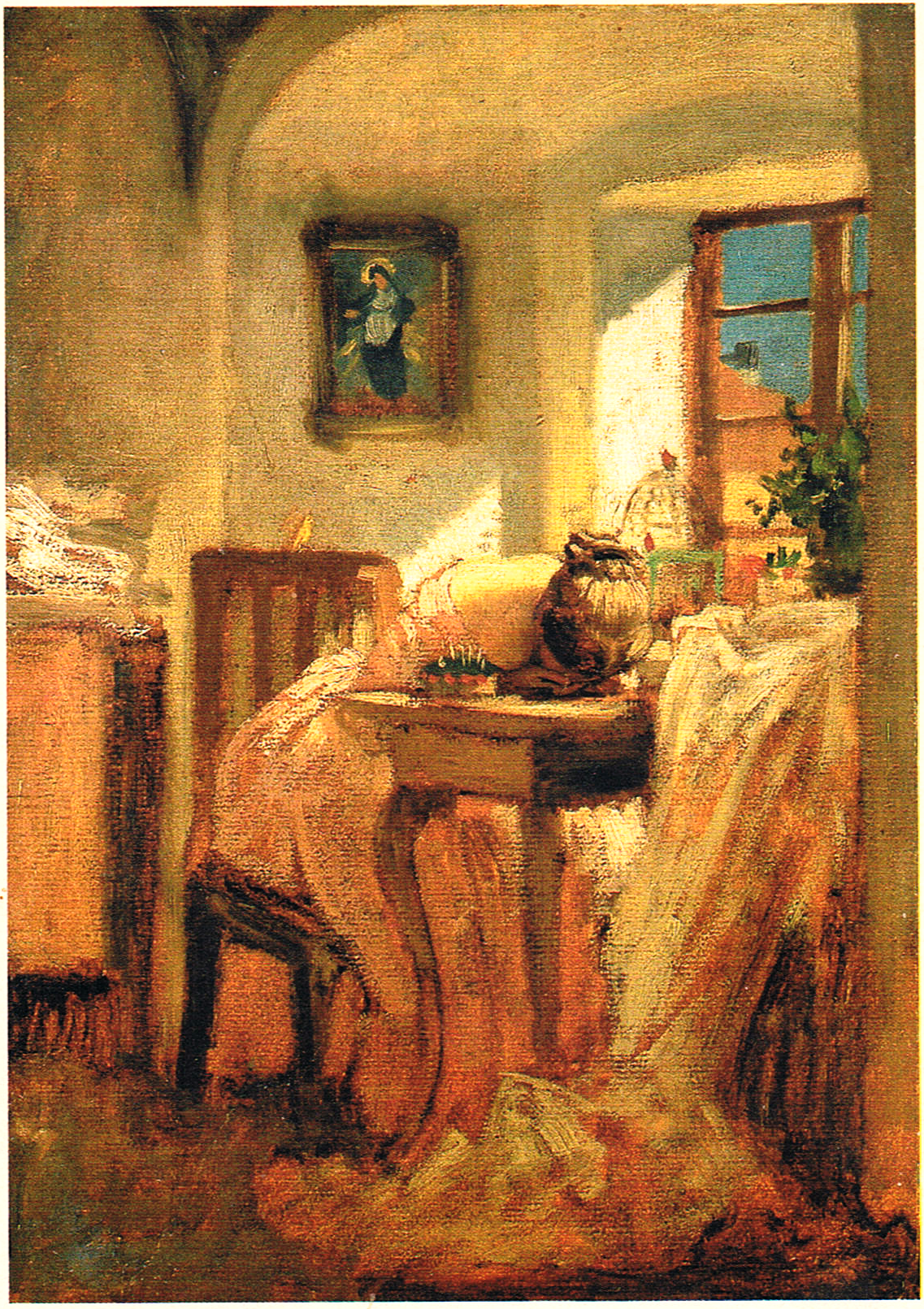
Josef Mánes, Švadlenka (1858)

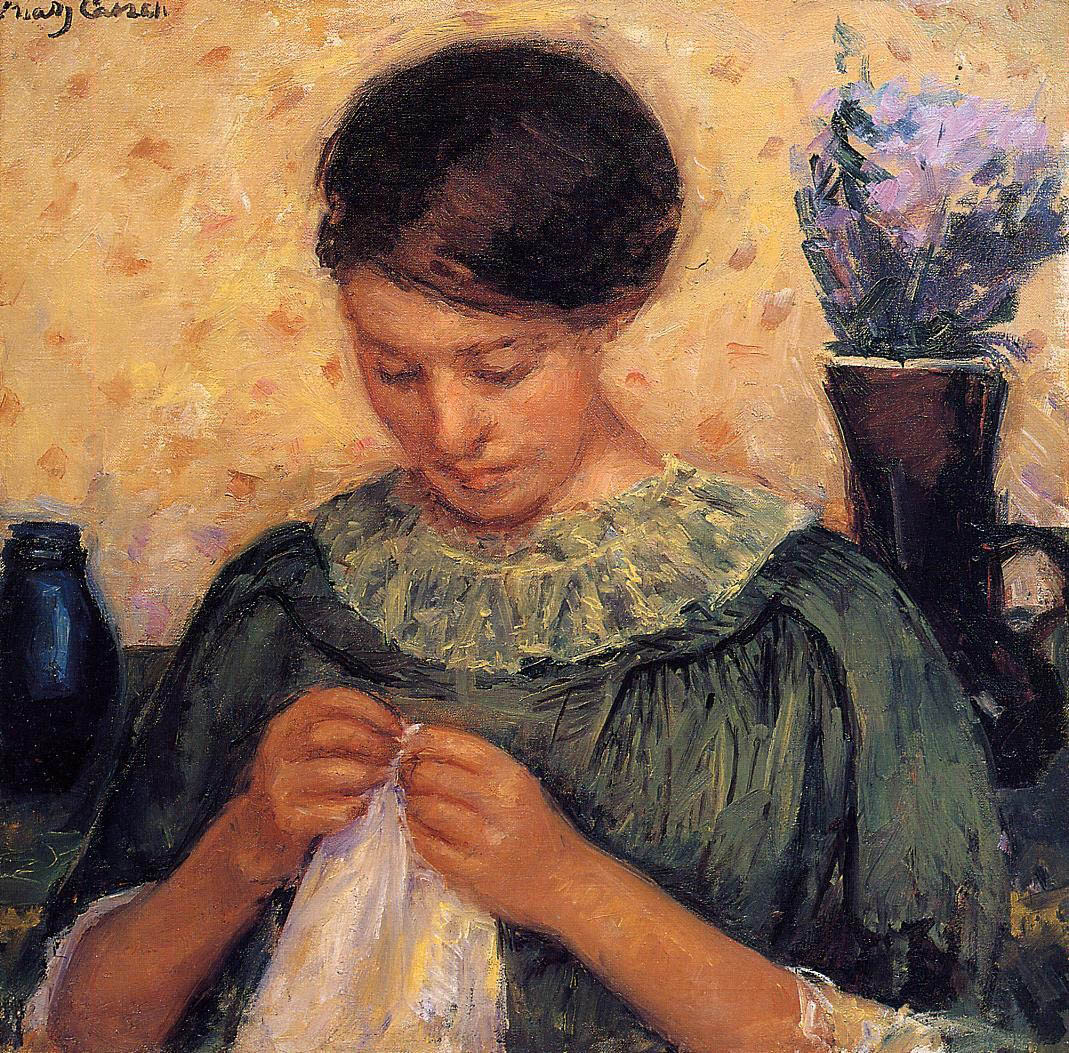
Mary Cassatt: Žena při šití

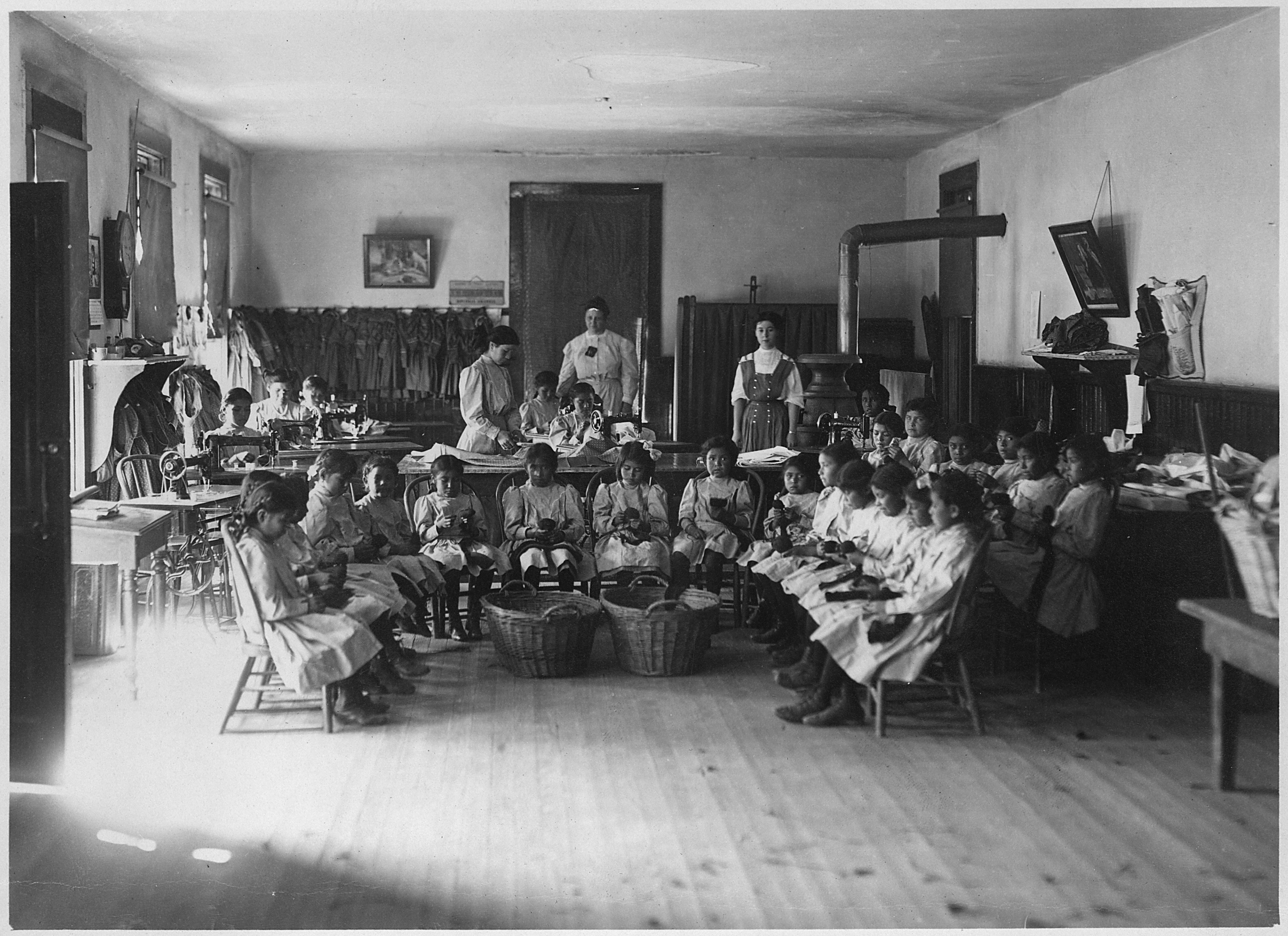
Škola šití pro mladé Indiánky, Albuquerque (USA)

Šití je prastará technika spojování kusů látky, kůže, kožešiny, plastiku atd. pomocí stehů. Spojení je velmi pevné a přitom se dá zase zrušit (rozpárat). Ruční steh vzniká provlečením jehly s nití z jedné strany na druhou, strojní steh nejčastěji vázáním (prohozením) spodní a svrchní nitě. Souvislá řada stehů tvoří šev. Šití se používá v krejčovství, v obuvnictví, brašnářství, knihařství a v dalších řemeslech, kde se dnes většinou šije strojem. Ruční šití se používá při náročné řemeslné práci.

## Druhy šití
Při spojování látek se mohou jejich okraje překrývat a pak prostě prošít, vzácněji se látky sešívají bez překrytí, kraj ke kraji.
Od šití jako spojování se odvozuje například:
- vyšívání jako zdobení stehy,
- obšívání a obrubování, aby se okraje tkanin netřepily,
- přišívání spon, knoflíků a dalších doplňků,
- našívání aplikací,
- zašívání a látání jako oprava děr a další.

### Ruční šití

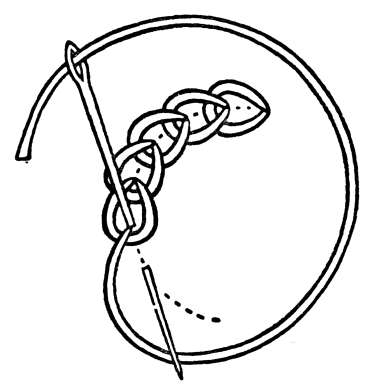
Ruční řetízkový steh

Při ručním šití se jehla s navlečenou nití provléká z jedné strany látky na druhou a zase zpět. Každý steh se nejprve vytvoří a potom utáhne. Používá se nejčastěji jedna nit a steh může být přímý, klikatý, řetízkový atd., při vyšívání se užívají i další stehy. Přímý steh je nejjednodušší a užívá se typicky pro předběžné sestehování látek. Klikatý steh je v podélném směru pružný, proto se používá k šití úpletů a pružných tkanin, ale také pro obšívání, pro spojování látek bez překrytí a další účely.

### Strojní šití

Princip strojního šití (žlutá je svrchní nit, zelená spodní)

Při strojním šití se jehla se svrchní nití vpichuje do látky vždy z jedné strany, při zpětném pohybu jehly vznikne na druhé straně očko, kterým se prohodí člunek se spodní nití a steh se pak shora utáhne. Při správně nastaveném stroji je překřížení obou nití skryto v tloušťce látky. Steh může být přímý nebo klikatý, pro silně zatížené stehy (například u jeansů) se používá dvoujehlový steh s trojí nití (dvě svrchní a jedna spodní). Moderní stroje bývají vybaveny složitým řízením, které umožňuje proměnnou délku stehu pro vyšívání atd.
Řidčeji (například u hraček) se používají stroje s jedinou nití a řetízkovým stehem, kdy se každý steh provazuje s předchozím. Steh je sice úhledný, velmi snadno se však páře.

## Historie
Šití je jedna z nejstarších lidských technik a vyskytuje se patrně už v paleolitu. Užívaly se kostěné jehly a místo nití zvířecí šlachy, žíly nebo rostlinné materiály. Velký rozvoj šití začíná teprve s vynálezem předení a tkaní, zhruba od 4. tisíciletí př. n. l. Na vynálezu strojního šití se podílela celá řada vynálezců, jako Thomas Saint (1790), Josef Madersperger (1814), Barthélémy Thimmonier (1833) nebo Elias Howe (1845). V dalším vývoji rostl jednak výkon šicích strojů, jednak možnosti jejich automatického řízení, včetně použití počítačů.

### Galerie

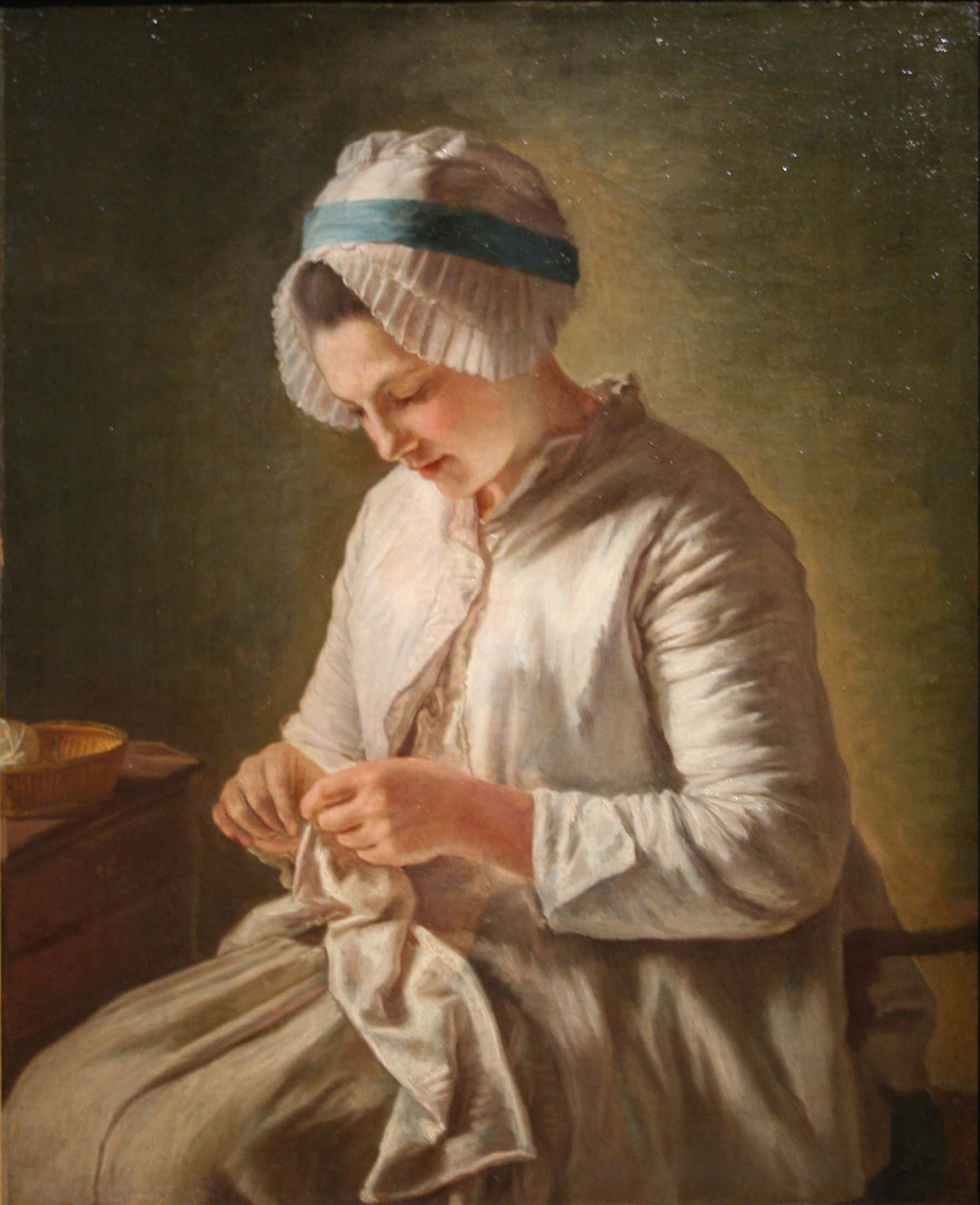
F. Duparc (1726_1778), Švadlena
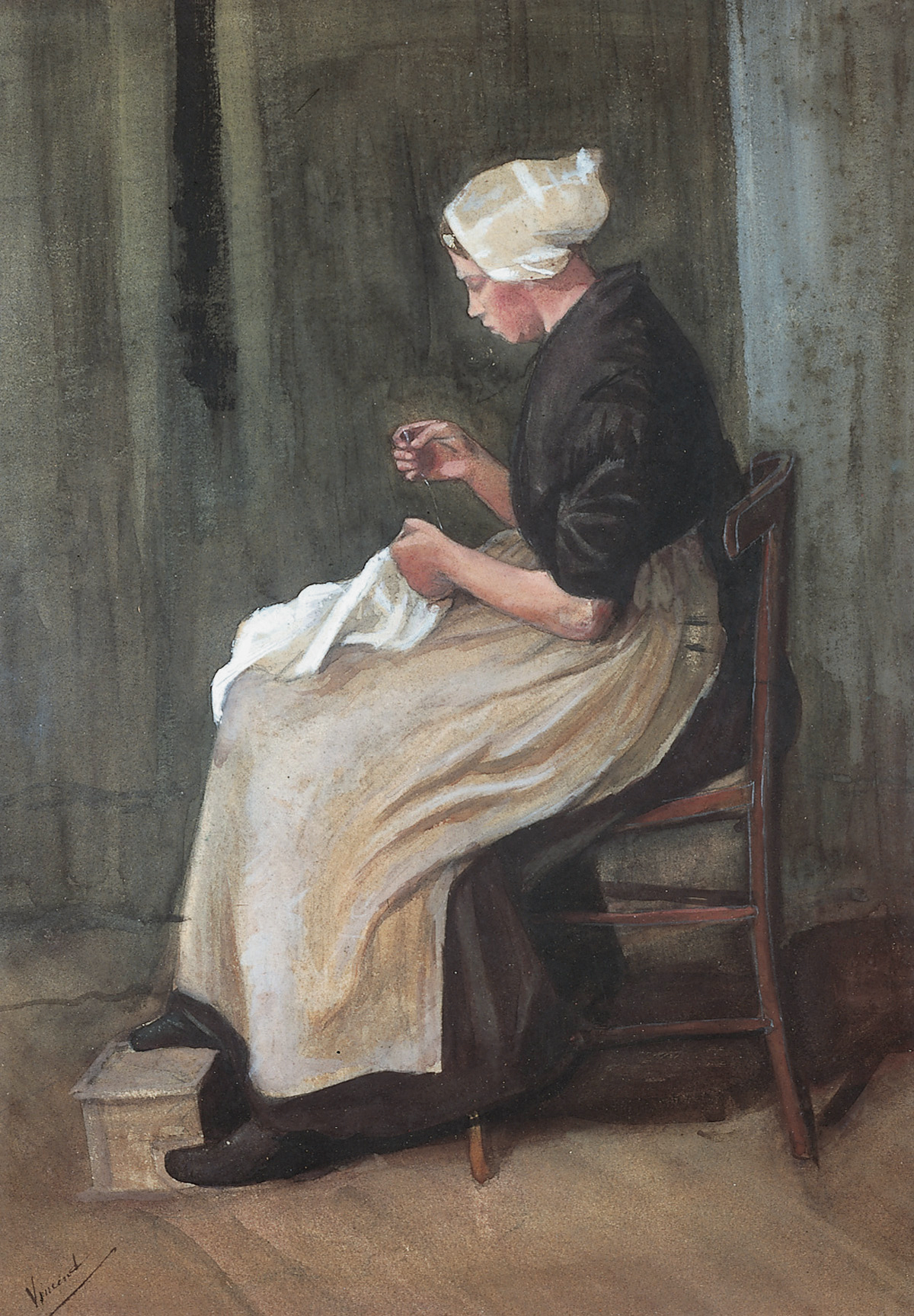
Van Gogh, Švadlena (1881)
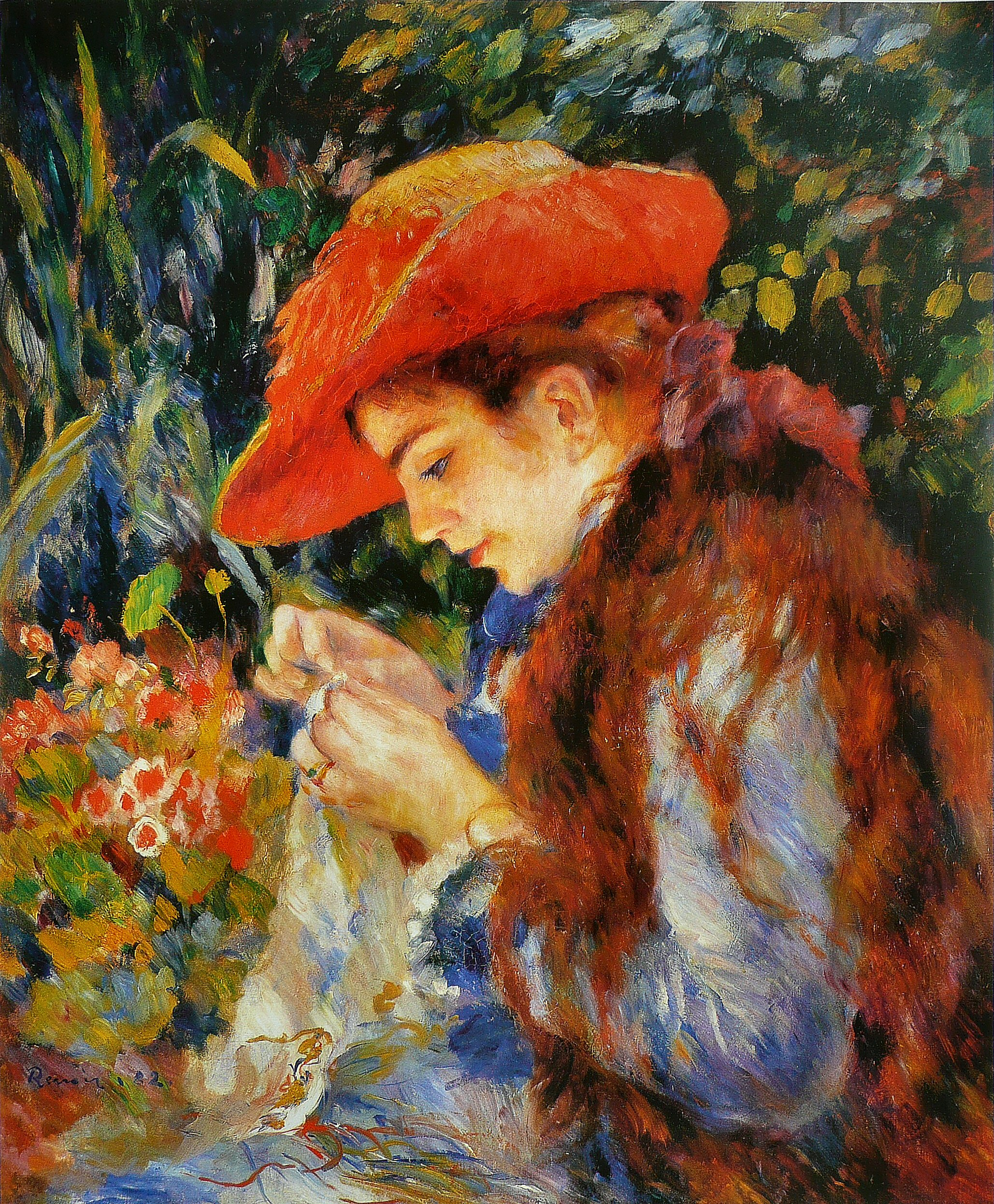
P.-A. Renoir, Marie Durand při šití  (1882)
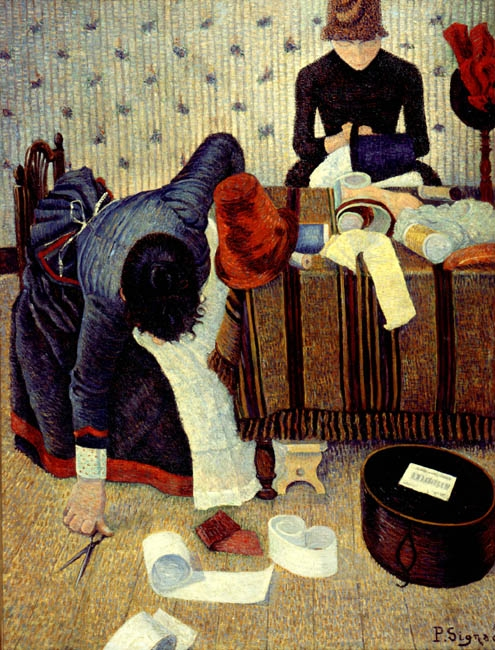
Paul Signac, Dvě švadleny (1885)
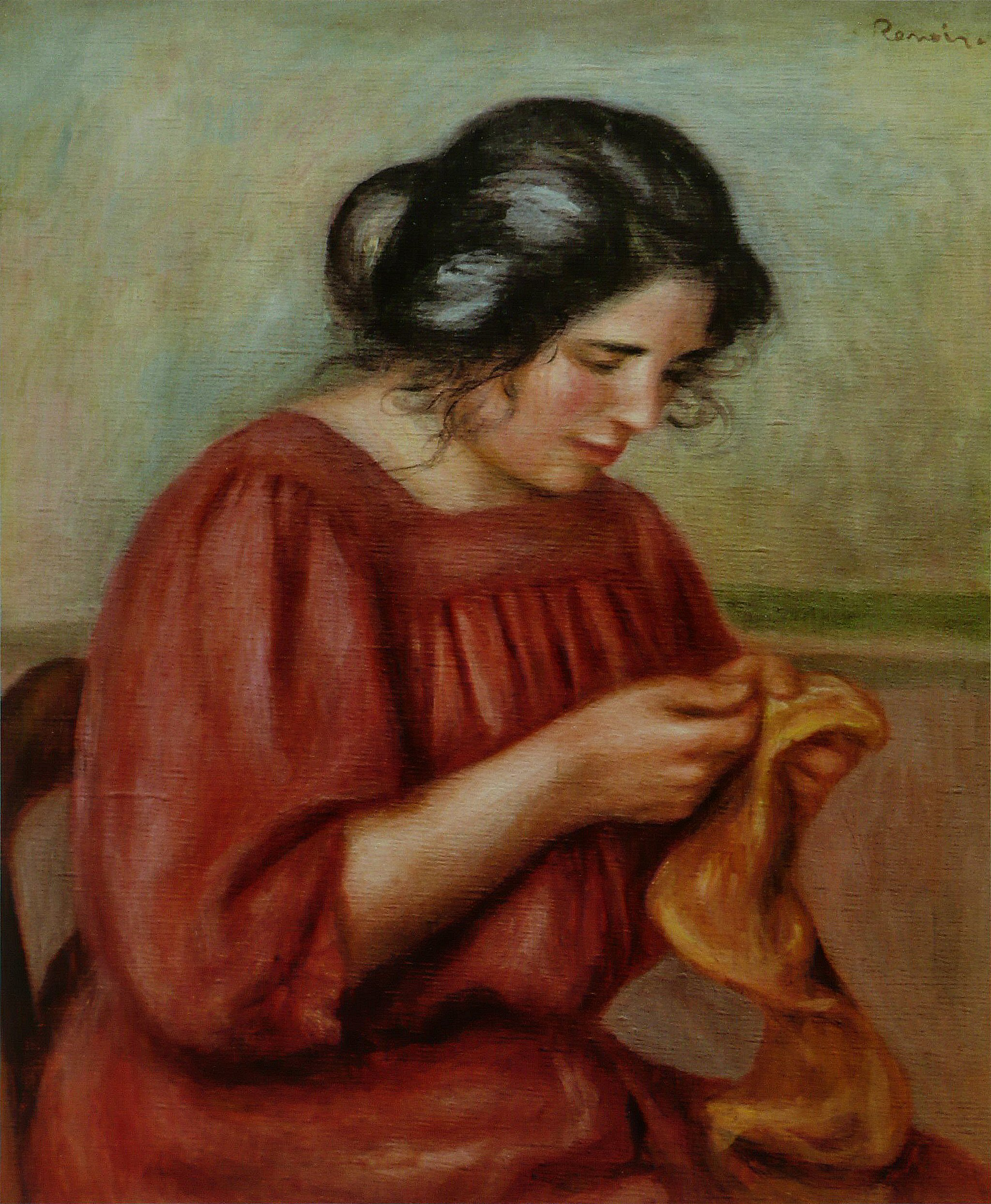
P.-A. Renoir, Gabrielle zašívá (1908)